# Ракита (Бабушница)
Ракита је насеље у Србији у општини Бабушница у Пиротском округу. Према попису из 2022. било је 160 становника. Ово насеље је имало свој рудник каменог угља који се затворио крајем шездесетих година.
У Ракити је 1929. године снимљен и југословенски филм „Рударева срећа”, један од најзначајнијих и ретких сачуваних филмова из тог периода.

## Постанак села
Село је назив добило највероватније по шибљу раките односно од врсте врбе. Насеље је настало у близини ракита, где расту раките. Мештани село називају Раћита или Рећита.
Најстарији запис о селу датира из 1444. године, тачније у пописном дефтеру нахије Знепоље. Тада се село помиње као део феудалног поседа тимара Војнака, сина Станислава. Пренет му је на коришћење после оца а поседује берат султана. Ракита је тада имала 10 домаћинстава у којима је живело 50 људи.
Село је спаљено од стране Турака након чега је премештена на селиште а одакле је због клизишта премештена на данашњу локацију, поред Црновршке и Вучиделске реке.

## Рудник Јерма
Испитивање налазишта каменог угља у околини села Раките започета су 1922. године. Рудник "Јерма" отворило је 1924. године предузеће за истраживање и експлоатацију каменог угља „Нова Јерма“ - Ракита. Од 1926. године ово предузеће, чији је оснивач била Есконтна банка Београд, већинског власника Драгише Матејића, зове Акционарско друштво „Јерма“ са седиштем у селу Ракита. Саграђена је 1926. године и пруга уског колосека ради искоришћавања каменог угља и зграда дирекције. Рудник је био прекинуо рад 1938. због „финансијских и других тешкоћа”.

## Демографија
1530. године се у попису Пиротског кадилука помиње насеље Ракита са 11 кућа у којима живе само два неожењена мушкарца а годишње задужење порезом је 997 акчи. Први српски попис после ослобођења од Турака из 1879. године је забележио да Ракита има 28 кућа и 319 становника.
У насељу Ракита живи 300 пунолетних становника, а просечна старост становништва износи 46,9 година (44,9 код мушкараца и 49,0 код жена). У насељу има 131 домаћинство, а просечан број чланова по домаћинству је 2,60.
Становништво у овом насељу веома је нехомогено (попис 2002.), а у последња три пописа, примећен је пад у броју становника.
|  |

| Демографија | Демографија | Демографија |
| Година      | Становника  | Становника  |
| ----------- | ----------- | ----------- |
| 1948.       | 846         |             |
| 1953.       | 784         |             |
| 1961.       | 837         |             |
| 1971.       | 626         |             |
| 1981.       | 578         |             |
| 1991.       | 455         | 453         |
| 2002.       | 340         | 350         |
| 2011.       | 251         |             |
| 2022.       | 160         |             |

| Година пописа     | 1948. | 1953. | 1961. | 1971. | 1981. | 1991. | 2002. |
| ----------------- | ----- | ----- | ----- | ----- | ----- | ----- | ----- |
| Број домаћинстава | 157   | 157   | 203   | 167   | 169   | 145   | 131   |

| Број чланова      | 1  | 2  | 3  | 4  | 5 | 6 | 7 | 8 | 9 | 10 и више | Просек |
| ----------------- | -- | -- | -- | -- | - | - | - | - | - | --------- | ------ |
| Број домаћинстава | 30 | 49 | 25 | 11 | 8 | 5 | 2 | 0 | 1 | 0         | 2,60   |

| Пол    | Укупно | Неожењен/Неудата | Ожењен/Удата | Удовац/Удовица | Разведен/Разведена | Непознато |
| ------ | ------ | ---------------- | ------------ | -------------- | ------------------ | --------- |
| Мушки  | 153    | 39               | 99           | 12             | 2                  | 1         |
| Женски | 150    | 9                | 108          | 30             | 3                  | 0         |
| УКУПНО | 303    | 48               | 207          | 42             | 5                  | 1         |

| Пол    | Укупно                    | Пољопривреда, лов и шумарство | Рибарство                            | Вађење руде и камена | Прерађивачка индустрија       |
| ------ | ------------------------- | ----------------------------- | ------------------------------------ | -------------------- | ----------------------------- |
| Мушки  | 59                        | 7                             | 0                                    | 6                    | 4                             |
| Женски | 11                        | 4                             | 0                                    | 0                    | 1                             |
| УКУПНО | 70                        | 11                            | 0                                    | 6                    | 5                             |
| Пол    | Производња и снабдевање   | Грађевинарство                | Трговина                             | Хотели и ресторани   | Саобраћај, складиштење и везе |
| Мушки  | 1                         | 29                            | 5                                    | 2                    | 1                             |
| Женски | 0                         | 0                             | 2                                    | 1                    | 0                             |
| УКУПНО | 1                         | 29                            | 7                                    | 3                    | 1                             |
| Пол    | Финансијско посредовање   | Некретнине                    | Државна управа и одбрана             | Образовање           | Здравствени и социјални рад   |
| Мушки  | 0                         | 0                             | 0                                    | 1                    | 0                             |
| Женски | 1                         | 0                             | 0                                    | 1                    | 1                             |
| УКУПНО | 1                         | 0                             | 0                                    | 2                    | 1                             |
| Пол    | Остале услужне активности | Приватна домаћинства          | Екстериторијалне организације и тела | Непознато            | Непознато                     |
| Мушки  | 1                         | 0                             | 0                                    | 2                    | 2                             |
| Женски | 0                         | 0                             | 0                                    | 0                    | 0                             |
| УКУПНО | 1                         | 0                             | 0                                    | 2                    | 2                             |

| Етнички састав према попису из 2002.‍ | Етнички састав према попису из 2002.‍ | Етнички састав према попису из 2002.‍ | Етнички састав према попису из 2002.‍ | Етнички састав према попису из 2002.‍ |
| ------------------------------------ | ------------------------------------ | ------------------------------------ | ------------------------------------ | ------------------------------------ |
|                                      |                                      |                                      |                                      |                                      |
| Срби                                 | Срби                                 |                                      | 153                                  | 45,0%                                |
| Бугари                               | Бугари                               |                                      | 84                                   | 24,70%                               |
| Хрвати                               | Хрвати                               |                                      | 1                                    | 0,29%                                |
| Бошњаци                              | Бошњаци                              |                                      | 1                                    | 0,29%                                |
| непознато                            | непознато                            |                                      | 1                                    | 0,29%                                |

| Етнички састав према попису из 2022.‍ | Етнички састав према попису из 2022.‍ | Етнички састав према попису из 2022.‍ | Етнички састав према попису из 2022.‍ | Етнички састав према попису из 2022.‍ |
| ------------------------------------ | ------------------------------------ | ------------------------------------ | ------------------------------------ | ------------------------------------ |
|                                      |                                      |                                      |                                      |                                      |
| Срби                                 | Срби                                 |                                      | 47                                   | 29,4%                                |
| Бугари                               | Бугари                               |                                      | 43                                   | 26,9%                                |
| непознато                            | непознато                            |                                      | 67                                   | 41,9%                                |

## Галерија
- Планинарски путокази за РУЈ
- Ракитска река